# MASAYUME CHASING
「MASAYUME CHASING」（マサユメ・チェイシング）は、BoAの楽曲で、通算37枚目のシングル。2014年7月23日に発売。（発売元はavex trax）。

## 概要
- 前作から約4ヶ月でリリースされる2014年第2弾シングルで、テレビ東京系アニメ『FAIRY TAIL』オープニングテーマ。
- 「CDのみ」と「CD＋DVD」が2形態、FAIRY TAIL盤1形態で、計4形態で発売。初回盤には限定特典として、2形態連動特典“スペシャルDVD「MASAYUME CHASING 〜Limited Making〜」”応募ハガキを封入。『FAIRY TAIL』(44巻/初版)と、「MASAYUME CHASING」（FAIRY TAIL盤）の2作品を購入し、応募すると『MASAYUME CHASING Music Video -FAIRY TAIL Ver.-』(DVD/描き下ろしジャケットカード付き)がプレゼントされる。
- FAIRY TAIL盤のジャケット写真は、同アニメ原作者の真島ヒロ描き下ろしジャケット3D仕様。
- ミュージック・ビデオは、千葉県浦安市のイクスピアリにて撮影された。

## 収録曲

### CD
1. MASAYUME CHASING – 3:40
  - 作詞: いしわたり淳治、作曲: Steven Lee・Caroline Gustavsson
2. FUN – 4:05
  - 作詞: AKIRA、作曲: Erik Lidbom・Martin Kleveland
3. MASAYUME CHASING (INST)
4. FUN (INST)

### DVD
- MASAYUME CHASING (Music Video) [Type-A]
- MASAYUME CHASING (Music Video -Dance Ver.) [Type-B]
- Making Movie [Type-B]